# 2014-es Formula–1 brazil nagydíj
A brazil nagydíj volt a 2014-es Formula–1 világbajnokság tizennyolcadik futama, amelyet 2014. november 7. és november 9. között rendeztek meg a brazíliai Autódromo José Carlos Pace-en, São Paulóban. A futamon a Marussia és a Caterham csődeljárás miatt nem vett részt, így csak 18 autó rajtolt el.

## Szabadedzések

### Első szabadedzés
A brazil nagydíj első szabadedzését november 7-én, pénteken délelőtt tartották.
| helyezés | versenyző         | csapat/motor         | elért idő  | különbség | futott kör |
| -------- | ----------------- | -------------------- | ---------- | --------- | ---------- |
| 1        | Nico Rosberg      | Mercedes             | 1:12,764   | −         | 30         |
| 2        | Lewis Hamilton    | Mercedes             | 1:12,985   | +0,221    | 32         |
| 3        | Danyiil Kvjat     | Toro Rosso-Renault   | 1:13,723   | +0,959    | 39         |
| 4        | Fernando Alonso   | Ferrari              | 1:13,742   | +0,978    | 30         |
| 5        | Felipe Massa      | Williams-Mercedes    | 1:13,811   | +1,047    | 28         |
| 6        | Max Verstappen    | Toro Rosso-Renault   | 1:13,827   | +1,063    | 26         |
| 7        | Pastor Maldonado  | Lotus-Renault        | 1:14,034   | +1,270    | 31         |
| 8        | Kimi Räikkönen    | Ferrari              | 1:14,114   | +1,350    | 32         |
| 9        | Kevin Magnussen   | McLaren-Mercedes     | 1:14,136   | +1,372    | 30         |
| 10       | Daniel Ricciardo  | Red Bull-Renault     | 1:14,197   | +1,433    | 27         |
| 11       | Adrian Sutil      | Sauber-Ferrari       | 1:14,434   | +1,670    | 31         |
| 12       | Felipe Nasr       | Williams-Mercedes    | 1:14,522   | +1,758    | 22         |
| 13       | Nico Hülkenberg   | Force India-Mercedes | 1:14,678   | +1,914    | 33         |
| 14       | Sebastian Vettel  | Red Bull-Renault     | 1:14,902   | +2,138    | 24         |
| 15       | Romain Grosjean   | Lotus-Renault        | 1:15,109   | +2,345    | 23         |
| 16       | Daniel Juncadella | Force India-Mercedes | 1:16,030   | +3,266    | 17         |
| 17       | Jenson Button     | McLaren-Mercedes     | idő nélkül |           | 1          |
| 18       | Esteban Gutiérrez | Sauber-Ferrari       | idő nélkül |           | 6          |

### Második szabadedzés
A brazil nagydíj második szabadedzését november 7-én, pénteken délután tartották.
| helyezés | versenyző         | csapat/motor         | elért idő  | különbség | futott kör |
| -------- | ----------------- | -------------------- | ---------- | --------- | ---------- |
| 1        | Nico Rosberg      | Mercedes             | 1:12,123   | −         | 36         |
| 2        | Lewis Hamilton    | Mercedes             | 1:12,336   | +0,213    | 36         |
| 3        | Kimi Räikkönen    | Ferrari              | 1:12,696   | +0,573    | 32         |
| 4        | Daniel Ricciardo  | Red Bull-Renault     | 1:12,956   | +0,833    | 24         |
| 5        | Valtteri Bottas   | Williams-Mercedes    | 1:13,035   | +0,912    | 31         |
| 6        | Felipe Massa      | Williams-Mercedes    | 1:13,099   | +0,976    | 27         |
| 7        | Fernando Alonso   | Ferrari              | 1:13,122   | +0,999    | 20         |
| 8        | Danyiil Kvjat     | Toro Rosso-Renault   | 1:13,254   | +1,131    | 35         |
| 9        | Sebastian Vettel  | Red Bull-Renault     | 1:13,333   | +1,210    | 28         |
| 10       | Kevin Magnussen   | McLaren-Mercedes     | 1:13,479   | +1,356    | 33         |
| 11       | Pastor Maldonado  | Lotus-Renault        | 1:13,497   | +1,374    | 33         |
| 12       | Romain Grosjean   | Lotus-Renault        | 1:13,714   | +1,591    | 37         |
| 13       | Nico Hülkenberg   | Force India-Mercedes | 1:13,882   | +1,759    | 32         |
| 14       | Esteban Gutiérrez | Sauber-Ferrari       | 1:13,902   | +1,779    | 25         |
| 15       | Adrian Sutil      | Sauber-Ferrari       | 1:14,204   | +2,081    | 36         |
| 16       | Jenson Button     | McLaren-Mercedes     | 1:14,209   | +2,086    | 31         |
| 17       | Jean-Éric Vergne  | Toro Rosso-Renault   | 1:17,171   | +5,048    | 5          |
| 18       | Sergio Pérez      | Force India-Mercedes | idő nélkül |           | 0          |

### Harmadik szabadedzés
A brazil nagydíj harmadik szabadedzését november 8-án, szombaton délelőtt tartották.
| helyezés | versenyző         | csapat/motor         | elért idő | különbség | futott kör |
| -------- | ----------------- | -------------------- | --------- | --------- | ---------- |
| 1        | Nico Rosberg      | Mercedes             | 1:10,446  | −         | 28         |
| 2        | Lewis Hamilton    | Mercedes             | 1:10,560  | +0,114    | 20         |
| 3        | Felipe Massa      | Williams-Mercedes    | 1:10,875  | +0,429    | 21         |
| 4        | Valtteri Bottas   | Williams-Mercedes    | 1:11,054  | +0,608    | 23         |
| 5        | Daniel Ricciardo  | Red Bull-Renault     | 1:11,188  | +0,742    | 11         |
| 6        | Jenson Button     | McLaren-Mercedes     | 1:11,210  | +0,764    | 19         |
| 7        | Kimi Räikkönen    | Ferrari              | 1:11,316  | +0,870    | 15         |
| 8        | Fernando Alonso   | Ferrari              | 1:11,399  | +0,953    | 8          |
| 9        | Kevin Magnussen   | McLaren-Mercedes     | 1:11,499  | +1,053    | 19         |
| 10       | Danyiil Kvjat     | Toro Rosso-Renault   | 1:11,834  | +1,388    | 26         |
| 11       | Sebastian Vettel  | Red Bull-Renault     | 1:11,967  | +1,521    | 21         |
| 12       | Pastor Maldonado  | Lotus-Renault        | 1:12,069  | +1,623    | 29         |
| 13       | Adrian Sutil      | Sauber-Ferrari       | 1:12,184  | +1,738    | 27         |
| 14       | Romain Grosjean   | Lotus-Renault        | 1:12,235  | +1,789    | 30         |
| 15       | Jean-Éric Vergne  | Toro Rosso-Renault   | 1:12,235  | +1,789    | 29         |
| 16       | Esteban Gutiérrez | Sauber-Ferrari       | 1:12,286  | +1,840    | 24         |
| 17       | Nico Hülkenberg   | Force India-Mercedes | 1:12,324  | +1,878    | 17         |
| 18       | Sergio Pérez      | Force India-Mercedes | 1:12,942  | +2,496    | 25         |

## Időmérő edzés
A brazil nagydíj időmérő edzését november 8-án, szombaton futották.
| helyezés              | rajtszám | versenyző         | csapat/motor         | 1. rész  | 2. rész    | 3. rész  | rajthely | futott kör |
| --------------------- | -------- | ----------------- | -------------------- | -------- | ---------- | -------- | -------- | ---------- |
| 1                     | 6        | Nico Rosberg      | Mercedes             | 1:10,347 | 1:10,303   | 1:10,023 | 1        | 14         |
| 2                     | 44       | Lewis Hamilton    | Mercedes             | 1:10,457 | 1:10,712   | 1:10,056 | 2        | 14         |
| 3                     | 19       | Felipe Massa      | Williams-Mercedes    | 1:10,602 | 1:10,343   | 1:10,247 | 3        | 17         |
| 4                     | 77       | Valtteri Bottas   | Williams-Mercedes    | 1:10,832 | 1:10,421   | 1:10,305 | 4        | 17         |
| 5                     | 22       | Jenson Button     | McLaren-Mercedes     | 1:11,097 | 1:11,127   | 1:10,930 | 5        | 16         |
| 6                     | 1        | Sebastian Vettel  | Red Bull-Renault     | 1:11,880 | 1:11,129   | 1:10,938 | 6        | 19         |
| 7                     | 20       | Kevin Magnussen   | McLaren-Mercedes     | 1:11,134 | 1:11,211   | 1:10,969 | 7        | 16         |
| 8                     | 14       | Fernando Alonso   | Ferrari              | 1:11,558 | 1:11,215   | 1:10,977 | 8        | 18         |
| 9                     | 3        | Daniel Ricciardo  | Red Bull-Renault     | 1:11,593 | 1:11,208   | 1:11,075 | 9        | 20         |
| 10                    | 7        | Kimi Räikkönen    | Ferrari              | 1:11,193 | 1:11,188   | 1:11,099 | 10       | 18         |
| 11                    | 21       | Esteban Gutiérrez | Sauber-Ferrari       | 1:11,520 | 1:11,591   |          | 11       | 18         |
| 12                    | 27       | Nico Hülkenberg   | Force India-Mercedes | 1:11,848 | 1:11,976   |          | 12       | 14         |
| 13                    | 99       | Adrian Sutil      | Sauber-Ferrari       | 1:11,943 | 1:12,099   |          | 13       | 17         |
| 14                    | 26       | Danyiil Kvjat     | Toro Rosso-Renault   | 1:11,423 | idő nélkül |          | 17[1]    | 9          |
| 15                    | 8        | Romain Grosjean   | Lotus-Renault        | 1:12,037 |            |          | 14       | 8          |
| 16                    | 25       | Jean-Éric Vergne  | Toro Rosso-Renault   | 1:12,040 |            |          | 15       | 10         |
| 17                    | 11       | Sergio Pérez      | Force India-Mercedes | 1:12,076 |            |          | 18[2]    | 9          |
| 18                    | 13       | Pastor Maldonado  | Lotus-Renault        | 1:12,233 |            |          | 16       | 7          |
| 107%-os idő: 1:15,271 |          |                   |                      |          |            |          |          |            |

Megjegyzés:
- ↑ 1:  — Danyiil Kvjat autójában motort kellett cseréni az előző nagydíjon, és mivel akkor nem tudta teljes egészében letölteni ezt a büntetését, ezért ezen a nagydíjon további 7 rajthelyes büntetést kapott.[3]
- ↑ 2:  — Sergio Pérez az előző nagydíjon okozott balesetéért 7 rajthelyes büntetést kapott.[4]

## Futam
A brazil nagydíj futama november 9-én, vasárnap rajtolt.
| helyezés | rajtszám | versenyző         | csapat/motor         | futott kör | idő/kiesés oka | rajthely | pont |
| -------- | -------- | ----------------- | -------------------- | ---------- | -------------- | -------- | ---- |
| 1        | 6        | Nico Rosberg      | Mercedes             | 71         | 1:30:02,555    | 1        | 25   |
| 2        | 44       | Lewis Hamilton    | Mercedes             | 71         | +1,457         | 2        | 18   |
| 3        | 19       | Felipe Massa      | Williams-Mercedes    | 71         | +41,031        | 3        | 15   |
| 4        | 22       | Jenson Button     | McLaren-Mercedes     | 71         | +48,658        | 5        | 12   |
| 5        | 1        | Sebastian Vettel  | Red Bull-Renault     | 71         | +51,420        | 6        | 10   |
| 6        | 14       | Fernando Alonso   | Ferrari              | 71         | +1:01,906      | 8        | 8    |
| 7        | 7        | Kimi Räikkönen    | Ferrari              | 71         | +1:03,730      | 10       | 6    |
| 8        | 27       | Nico Hülkenberg   | Force India-Mercedes | 71         | +1:03,934      | 12       | 4    |
| 9        | 20       | Kevin Magnussen   | McLaren-Mercedes     | 71         | +1:10,085      | 7        | 2    |
| 10       | 77       | Valtteri Bottas   | Williams-Mercedes    | 70         | +1 kör         | 4        | 1    |
| 11       | 26       | Danyiil Kvjat     | Toro Rosso-Renault   | 70         | +1 kör         | 17       |      |
| 12       | 13       | Pastor Maldonado  | Lotus-Renault        | 70         | +1 kör         | 16       |      |
| 13       | 25       | Jean-Éric Vergne  | Toro Rosso-Renault   | 70         | +1 kör         | 15       |      |
| 14       | 21       | Esteban Gutiérrez | Sauber-Ferrari       | 70         | +1 kör         | 11       |      |
| 15       | 11       | Sergio Pérez      | Force India-Mercedes | 70         | +1 kör         | 18       |      |
| 16       | 99       | Adrian Sutil      | Sauber-Ferrari       | 70         | +1 kör         | 13[2]    |      |
| 17[1]    | 8        | Romain Grosjean   | Lotus-Renault        | 63         | erőforrás      | 14       |      |
| ki       | 3        | Daniel Ricciardo  | Red Bull-Renault     | 39         | felfüggesztés  | 9        |      |

Megjegyzés:
- ↑ 1:  — Romain Grosjean nem ért célba, de helyezését értékelték, mivel a versenytáv több, mint 90%-át teljesítette.
- ↑ 2:  — Adrian Sutil turbóproblémák miatt a bokszutcából kellett hogy rajtoljon.[5]

## A világbajnokság állása a verseny után
| H   | Versenyzők       | Pont | H   | Konstruktőrök        | Pont |
| --- | ---------------- | ---- | --- | -------------------- | ---- |
| 1.  | Lewis Hamilton   | 334  | 1.  | Mercedes             | 651  |
| 2.  | Nico Rosberg     | 317  | 2.  | Red Bull-Renault     | 373  |
| 3.  | Daniel Ricciardo | 214  | 3.  | Williams-Mercedes    | 254  |
| 4.  | Sebastian Vettel | 159  | 4.  | Ferrari              | 210  |
| 5.  | Fernando Alonso  | 157  | 5.  | McLaren-Mercedes     | 161  |
| 6.  | Valtteri Bottas  | 156  | 6.  | Force India-Mercedes | 127  |
| 7.  | Jenson Button    | 106  | 7.  | Toro Rosso-Renault   | 30   |
| 8.  | Felipe Massa     | 98   | 8.  | Lotus-Renault        | 10   |
| 9.  | Nico Hülkenberg  | 80   | 9.  | Marussia-Ferrari     | 2    |
| 10. | Kevin Magnussen  | 55   | 10. | Sauber-Ferrari       | 0    |

(A teljes táblázat)

## Statisztikák
- Vezető helyen:
  - Nico Rosberg: 59 kör (1-6), (14-25), (29-49) és (52-71)
  - Lewis Hamilton: 7 kör (7-8), (26-28) és (50-51)
  - Nico Hülkenberg: 5 kör (9-13)
- Nico Rosberg 14. pole-pozíciója és 8. győzelme.
- Lewis Hamilton 20. leggyorsabb köre.
- A Mercedes 28. győzelme.
- Nico Rosberg 26., Lewis Hamilton 69., Felipe Massa 38. dobogós helyezése.